# Peugeot 607
La Peugeot 607 est une berline routière produite par le constructeur français Peugeot entre 1999 et 2010 à 168 875 exemplaires. Elle fut pendant 10 ans le haut de gamme de la marque.
La 607 est basée sur le châssis de la 605 qu'elle remplace, et ne partage donc pas la plate-forme de sa cousine la Citroën C6. Les derniers millésimes sont sortis en 2011. Elle est la première voiture diesel de série au monde équipée d'un filtre à particules.
La géométrie de la suspension : deux demi-trains MacPherson avec barre antidévers découplée à l'avant, et deux doubles triangles à axes divergents à l'arrière (un amortissement piloté roue par roue pour les versions V6).
Sa finition est meilleure que la Peugeot 605, mais son succès sera mitigé, pour des problèmes d'image et faute de motorisation diesel puissante, avant le lancement trop tardif du V6 HDi. Malgré ses qualités routières, la 607 n'a pas réussi à enrayer la chute du haut de gamme français, bien que son classicisme ait connu plus de succès que la Renault Vel Satis ou la Citroën C6.

## Historique

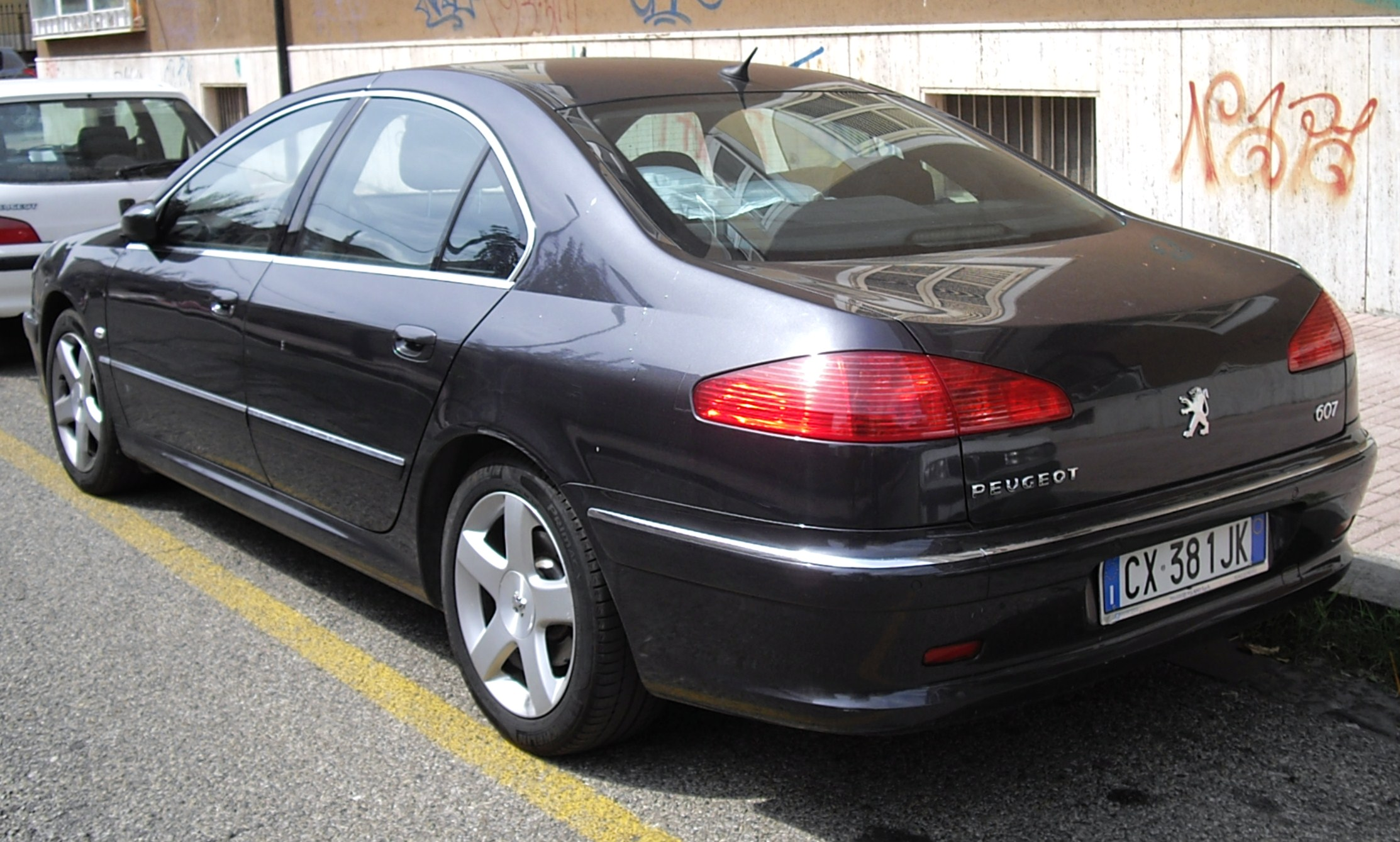
Peugeot 607 Phase II

La Peugeot 607 a été présentée lors du Salon de l'automobile de Francfort en septembre 1999. Après les échecs des précédents modèles haut de gamme, les 604 et 605, tout le monde espérait que le constructeur sochalien ait intégré que pour s'attaquer à ce segment de marché, il fallait proposer un modèle suffisamment puissant mais surtout fiable avec un style de carrosserie moderne, une finition à la hauteur et un équipement complet.
La 605, lancée trop précipitamment, avait été très pénalisée par un manque de fiabilité mécanique du V6 PRV et par un style une carrosserie aux lignes trop banales qui l'ont rendue vieille dès sa présentation.
C'est pour cela que la direction de Peugeot a voulu, pour la 607, un style plus conforme à l'air du temps, avec un aménagement intérieur riche et moderne, afin de concurrencer les plus prestigieuses voitures du segment E présentes sur le marché européen.
Le coût total du projet 607 a été de 559,6 millions d'euros.
Ce lancement a été entaché par un scandale déclenché par des journalistes d'Auto Plus peu avant la date de lancement. La tenue de route a été jugée trop vive, à la suite de quoi des modifications techniques, avec de plus grandes jantes et des réglages assagis, ont été apportées par Peugeot.
Si elle ne s'appelle pas 606, c'est tout simplement parce que Peugeot a voulu rompre avec la Peugeot 605, qui avait rencontré des problèmes de fiabilité en début de carrière, et avec laquelle la Peugeot 607 partage pourtant sa plate-forme bien que remaniée.
Lancée à Sochaux, sa production a été transférée à Rennes début 2009.
Le système d'ouverture automatique du coffre de la 607 a fait l'objet d'un sujet au Baccalauréat Français 2006 pour la série scientifique, en sciences de l'ingénieur.

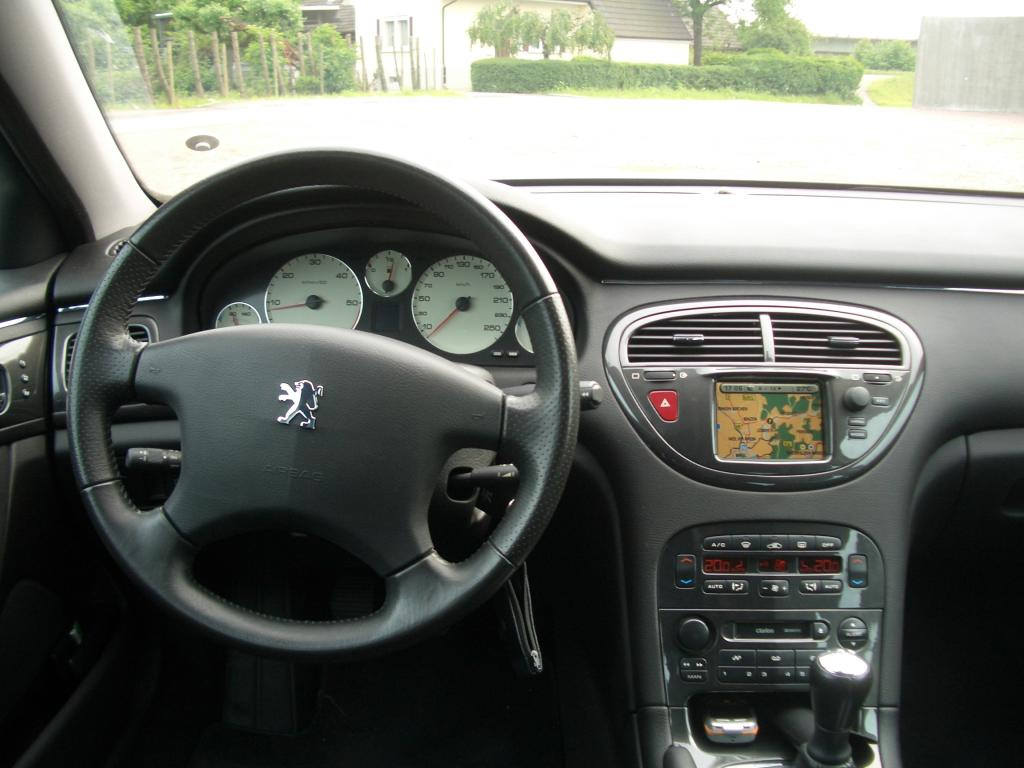
Tableau de bord de la Peugeot 607

## Le véhicule et ses caractéristiques générales

### Ligne et équipements
Les lignes générales de la nouvelle 607 font immédiatement penser au concept car Nautilus présenté en 1997. La 607 apparaît immédiatement beaucoup plus moderne que l'ancienne 605 avec une ligne élancée qui semble aérodynamique pour arriver à masquer ses presque 4,90 mètres de longueur, soit 14 centimètres de plus que la 605.
La finition intérieure est élégante et traitée assez sobrement. On ressent la volonté de montrer la qualité de la construction avec l'utilisation de matériaux de bonne facture et un soin dans les assemblages. Le tableau de bord est revêtu de plastique traité en surface pour donner l'illusion du cuir. L'instrumentation est complète, regroupée dans cinq éléments circulaires, avec l'indispensable ordinateur de bord. Le poste de conduite est confortable et relativement ergonomique. L'espace réservé aux passagers est important pour les jambes des passagers arrière mais aussi avec une largeur aux coudes permettant d'accueillir trois adultes sur la banquette arrière. Le coffre offre un volume utile de 481 litres, que l'on peut augmenter de seulement 30 litres en rabattant le dossier arrière.

### Vie à bord et sécurité
La 607 est une berline haut de gamme très confortable, comme tous les modèles de ce segment de marché avec une sécurité active de bon niveau. La nouvelle venue devait faire oublier les déboires de sa devancière pour espérer concurrencer les modèles allemands qui dominent depuis longtemps les marchés européens.
En matière de sécurité et de confort, la 607 proposait donc, dès son lancement et en série, l'ABS, le double airbag conducteur et passager à l'avant, des airbag latéraux, l'ESP, la climatisation automatique, une radio CD Hi-Fi et quatre vitres électriques. La sellerie en cuir comme le toit ouvrant étaient en option.

### Motorisation

#### Phase 1
La 607 est construite sur la plateforme de l'ancienne 605, en fait celle de la Citroën XM. Elle en reprend le schéma traditionnel de la traction avant, les suspensions avant type MacPherson et le train arrière avec les doubles triangles transversaux. Le système de freinage, performant, est conçu et fourni par le spécialiste italien Brembo et comprend des disques ventilés à l'avant et des disques pleins à l'arrière.
Les jantes, initialement prévues en 15 pouces, ont dû être remplacées lors de la présentation de la 607 à la presse par des 16 pouces et le constructeur a été contraint de modifier ses réglages à la suite du scandale déclenché par les journalistes-essayeurs ayant qualifié la tenue de route "catastrophique". Des jantes de 17 pouces étaient disponibles en option.
Lors de son lancement, la 607 était disponible avec trois motorisations :
- 2.2 16V - moteur PSA EW12 2230 cm³ - 160 ch DIN,
- 3.0 V6 24V - moteur PSA-Renault ES9 J4S 2946 cm³ - 207 ch,
- 2.2 HDi - moteur PSA DW12 2179 cm³ turbodiesel Common rail 136 ch.

La 607 avait indéniablement des atouts pour reconquérir des parts du marché français, dominé par les marques étrangères. Malheureusement, Peugeot a tardé à compléter son offre avec des versions plus puissantes, pénalisant ainsi la voiture qui a été boudée par la clientèle du haut de gamme.

#### Phase 2
En 2004, la 607 reçoit de légères retouches esthétiques, mais surtout le nouveau moteur V6 biturbo HDi avec boîte automatique à 6 rapports qui permet enfin de rivaliser avec les grandes berlines allemandes grâce à deux turbocompresseurs à géométrie variable (un par banc) commandés électriquement, injecteurs piézo-électriques et rampe commune de deuxième génération (1 650 bars), filtre à particules sans entretien avant 200 000 km.

### Motorisations
|                         | 2.0 HDi 110                | 2.0 HDi 136                | 2.2 HDi 136                | 2.2 HDi 136                | 2.2 HDi 170                | 2.7 HDi (13CV)              | 2.7 HDi (13CV)              | 2.2 160                    | 2.2 160                    | 2.2 163                    | 3.0                            | 3.0                            | 3.0                            |
| ----------------------- | -------------------------- | -------------------------- | -------------------------- | -------------------------- | -------------------------- | --------------------------- | --------------------------- | -------------------------- | -------------------------- | -------------------------- | ------------------------------ | ------------------------------ | ------------------------------ |
| Moteur                  | 4 cylindres en ligne / PSA | 4 cylindres en ligne / PSA | 4 cylindres en ligne / PSA | 4 cylindres en ligne / PSA | 4 cylindres en ligne / PSA | 6 cylindres en V / PSA-Ford | 6 cylindres en V / PSA-Ford | 4 cylindres en ligne / PSA | 4 cylindres en ligne / PSA | 4 cylindres en ligne / PSA | 6 cylindres en V / PSA-Renault | 6 cylindres en V / PSA-Renault | 6 cylindres en V / PSA-Renault |
| Moteur                  | DW10TED4                   | DW10TED4                   | DW12ATED4                  | DW12ATED4                  | DW12BTED4                  | DT17TED4                    | DT17TED4                    | EW12J4                     | EW12J4                     | EW12J4                     | ES9 J4S                        | ES9 J4S                        | ES9/A                          |
| Cylindrée (cm³)         | 1997                       | 1997                       | 2179                       | 2179                       | 2179                       | 2721                        | 2721                        | 2230                       | 2230                       | 2230                       | 2946                           | 2946                           | 2946                           |
| Alimentation            | Diesel turbo Common rail   | Diesel turbo Common rail   | Diesel turbo Common rail   | Diesel turbo Common rail   | Diesel turbo Common rail   | Diesel bi-turbo Common rail | Diesel bi-turbo Common rail | Injection                  | Injection                  | Injection                  | Injection                      | Injection                      | Injection                      |
| Puissance maxi (ch DIN) | 110 à 4000 tr/min          | 136 à 4000 tr/min          | 136 à 4000 tr/min          | 136 à 4000 tr/min          | 170 à 4000 tr/min          | 200 à 4000 tr/min           | 204 à 4000 tr/min           | 158 à 5650 tr/min          | 158 à 5650 tr/min          | 163 à 5650 tr/min          | 210 à 6000 tr/min              | 210 à 6000 tr/min              | 211 à 6000 tr/min              |
| Couple maxi (N m)       | 250 à 1750 tr/min          | 320 à 2000 tr/min          | 317 à 2000 tr/min          | 317 à 2000 tr/min          | 370 à 2000 tr/min          | 440 à 1900 tr/min           | 440 à 1900 tr/min           | 217 à 3900 tr/min          | 217 à 3900 tr/min          | 220 à 3900 tr/min          | 285 à 3750 tr/min              | 285 à 3750 tr/min              | 290 à 3750 tr/min              |
| Boîte de vitesses       | BVM5                       | BVM6                       | BVM5                       | BVA4                       | BVM6                       | BVA                         | BVA6                        | BVM5                       | BVA4                       | BVM5                       | BVM5                           | BVA4                           | BVA6                           |
| Vitesse maxi (km/h)     | 190                        | 207                        | 205                        | 202                        | 222                        | 230                         | 230                         | 220                        | 213                        | 220                        | 240                            | 245                            | 245                            |
| 0-100 km/h (secondes)   | 13"2 à 13"4                | 10"8                       | 10"6                       | 12"1                       | 8"5                        | 8"7                         | 8"7                         | 9"6 à 9"9                  | 11"5                       | 9"9                        | 8"1                            | 9"9                            | 9"2                            |
| Consommation (L/100 km) | 6,0                        | 6,1                        | 6,7                        | 7,2                        | 6,2                        | 8,4                         | 8,4                         | 9,2                        | 9,4                        | 9,2                        | 9,8                            | 10,2                           | 10,2                           |
| Émissions de CO2 (g/km) | 162                        | 162                        | 180                        | 174                        | 170                        | 223                         | 223                         | 217                        | 215                        | 219                        | 245                            | 242                            | 242                            |

### Succession
La production de la 607 est stoppée à l'été 2010. Des projets de remplacement sont étudiés. D'abord une grande berline (projet W31), qui se transforme ensuite en projet à l'aspect davantage "coupé" en collaboration avec le carrossier italien Pininfarina (projet W35). En raison de la crise économique et du déclin du haut de gamme chez les constructeurs généraliste, le projet est jugé trop difficile à rentabiliser pour PSA, lui-même en difficulté. 
La succession est, comme pour la Peugeot 407, assurée par la Peugeot 508, plus longue que la 407 et plus courte que la 607.

## Concept car

### 607 Paladine
Concept car présenté en 2000, elle est conçue et carrossée en landaulet par Heuliez. Elle est construite sur une base de 607 allongée en son centre par rapport au modèle de série et dispose d'un toit rigide en deux parties dont seule la partie arrière est escamotable électriquement dans le coffre, avec une finition de grand luxe. Elle dispose de cinq places (deux à l'avant et deux à l'arrière, dites "de prestige", plus un strapontin dos à la route, faisant face à la place arrière droite).
La Peugeot 607 Paladine a été utilisée en 2007 par la présidence de la République. C'est en effet dans ce véhicule (unique) que le nouveau président de la République Nicolas Sarkozy remonte l'avenue des Champs-Élysées le jour de son investiture. Elle est exposée au musée de l'Aventure Peugeot. 
16 ans après sa dernière sortie publique, le concept car est à nouveau conduit sur route par la chaîne YouTube Vilebrequin, à l'occasion d'un essai vidéo marqué par la casse accidentelle de la vitre de la console centrale. 

### 607 Féline
Concept car présenté en 2000, la Peugeot 607 Féline fut conçue après la 607. C'est un roadster sportif haut de gamme intégrant des éléments de 607, notamment la face avant. Ce concept car apparaît dans le film Michel Vaillant.

### 607 Pescarolo
Concept car présenté en 2002, la Peugeot 607 Pescarolo dispose du V6 de compétition de la Courage C60 Pescarolo des 24 Heures du Mans. Ce moteur est lui-même développé sur la base du V6 de la 607 de série. Il développe une puissance supérieure à 400 ch.

### Galerie

Concept cars dérivés de la 607
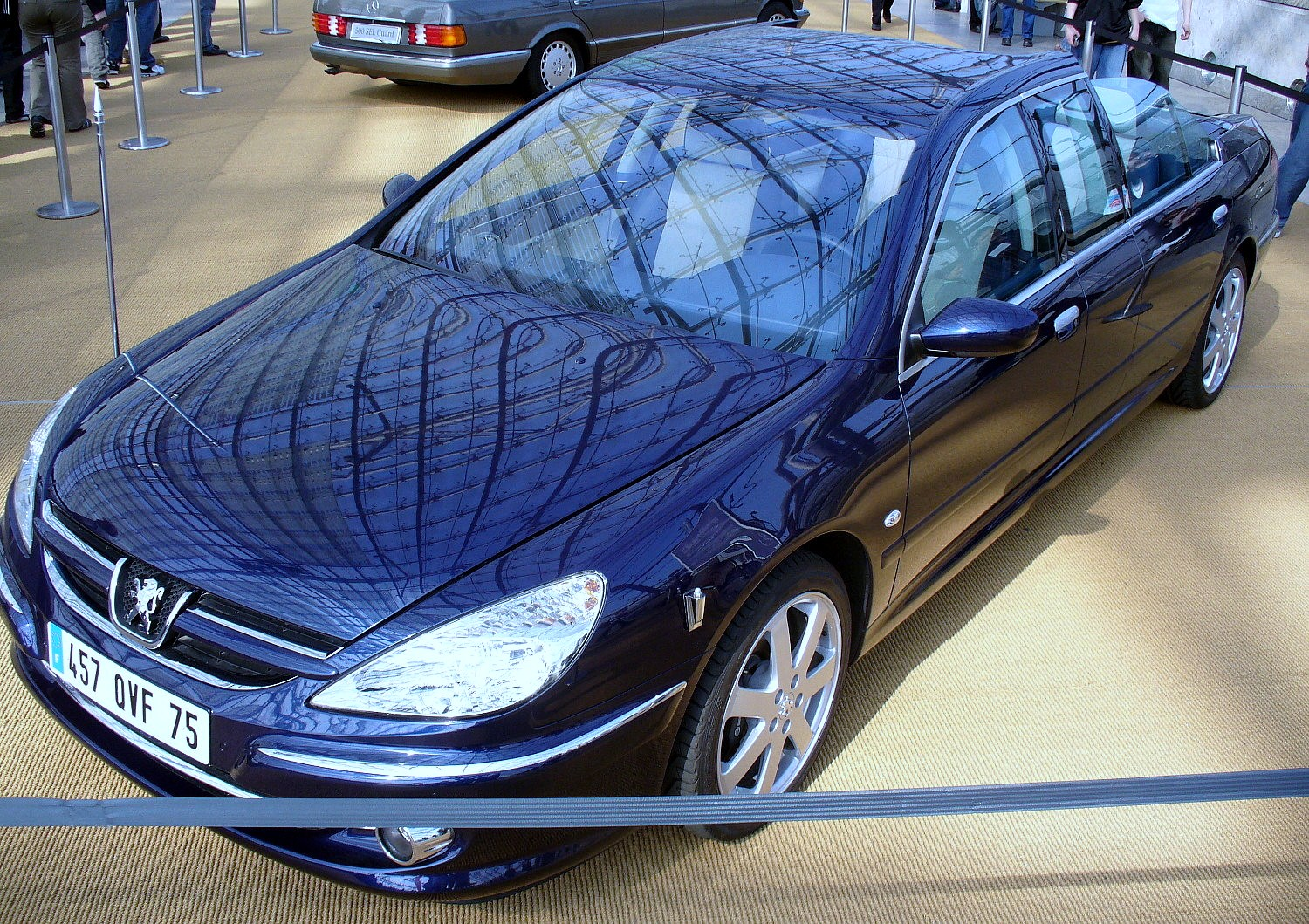
Peugeot 607 Paladine Landaulet présidentielle.
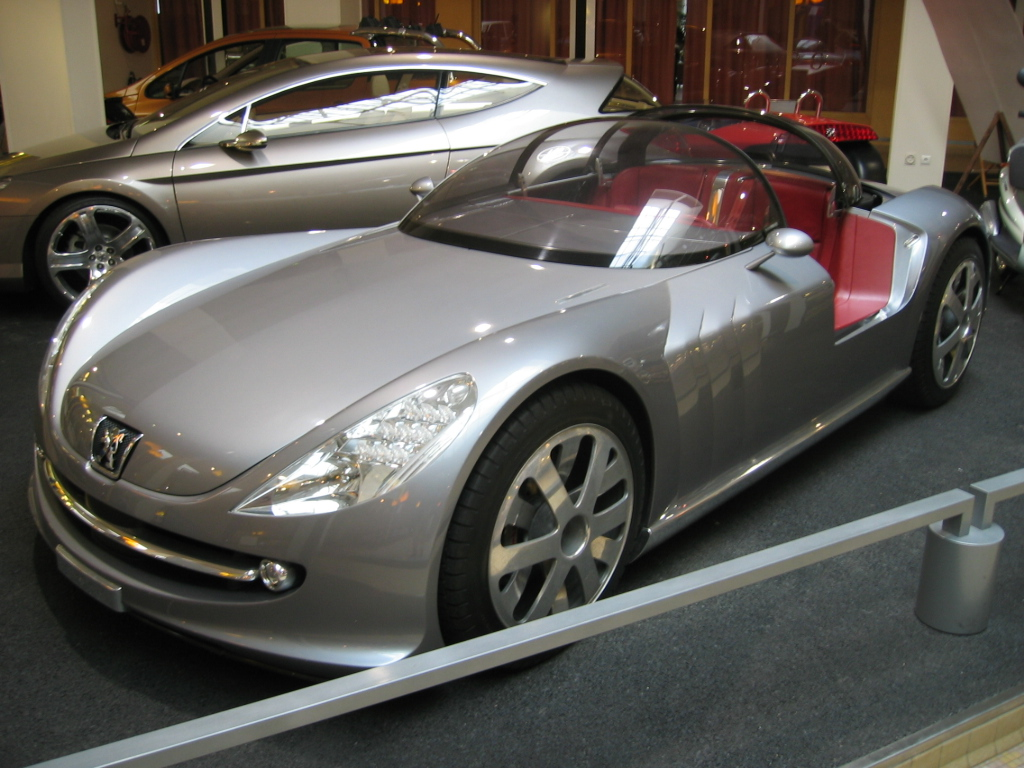
Peugeot 607 Féline.